# Solea solea

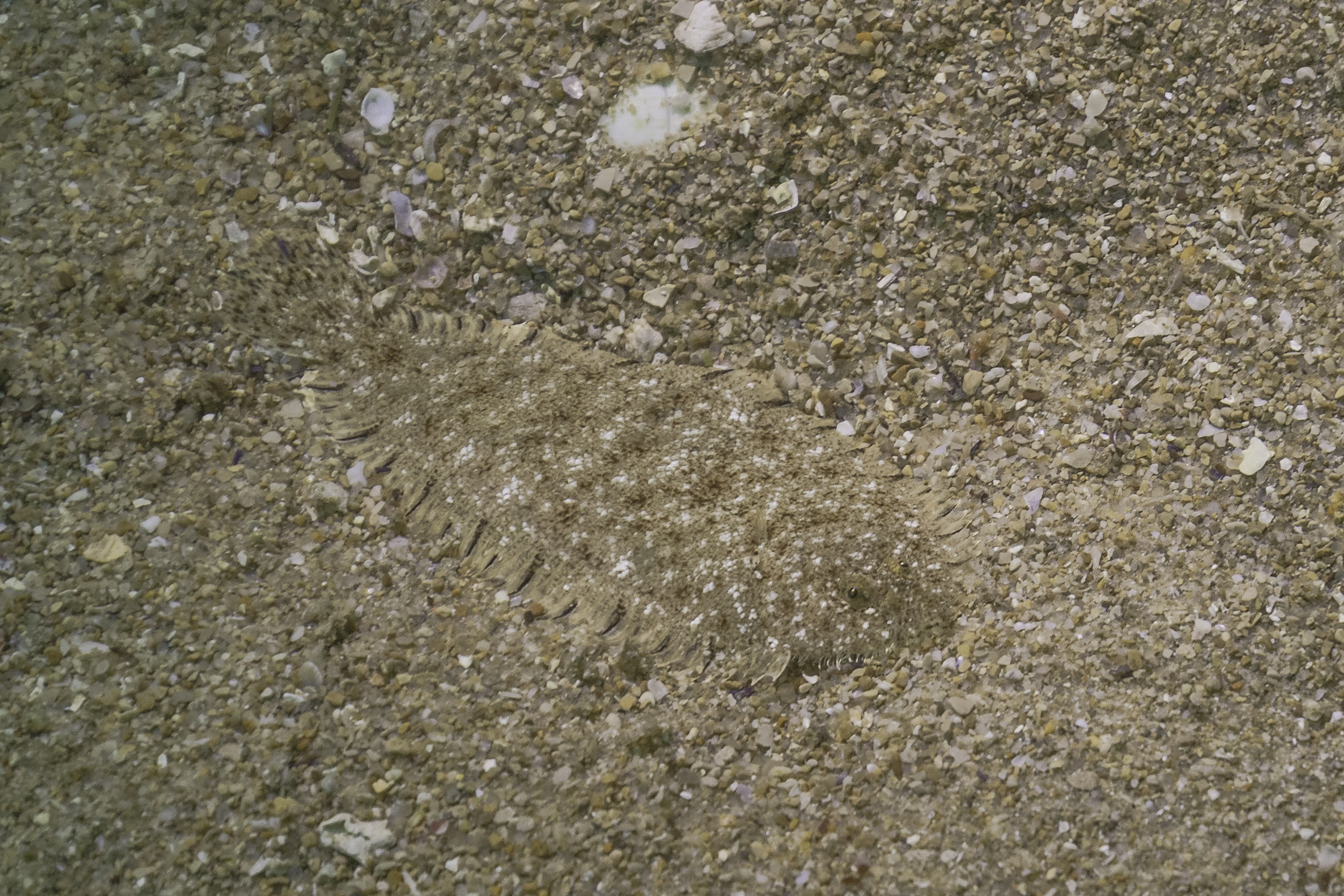
Lenguado común en su hábitat natural en las costas de Portugal camuflado en la arena.

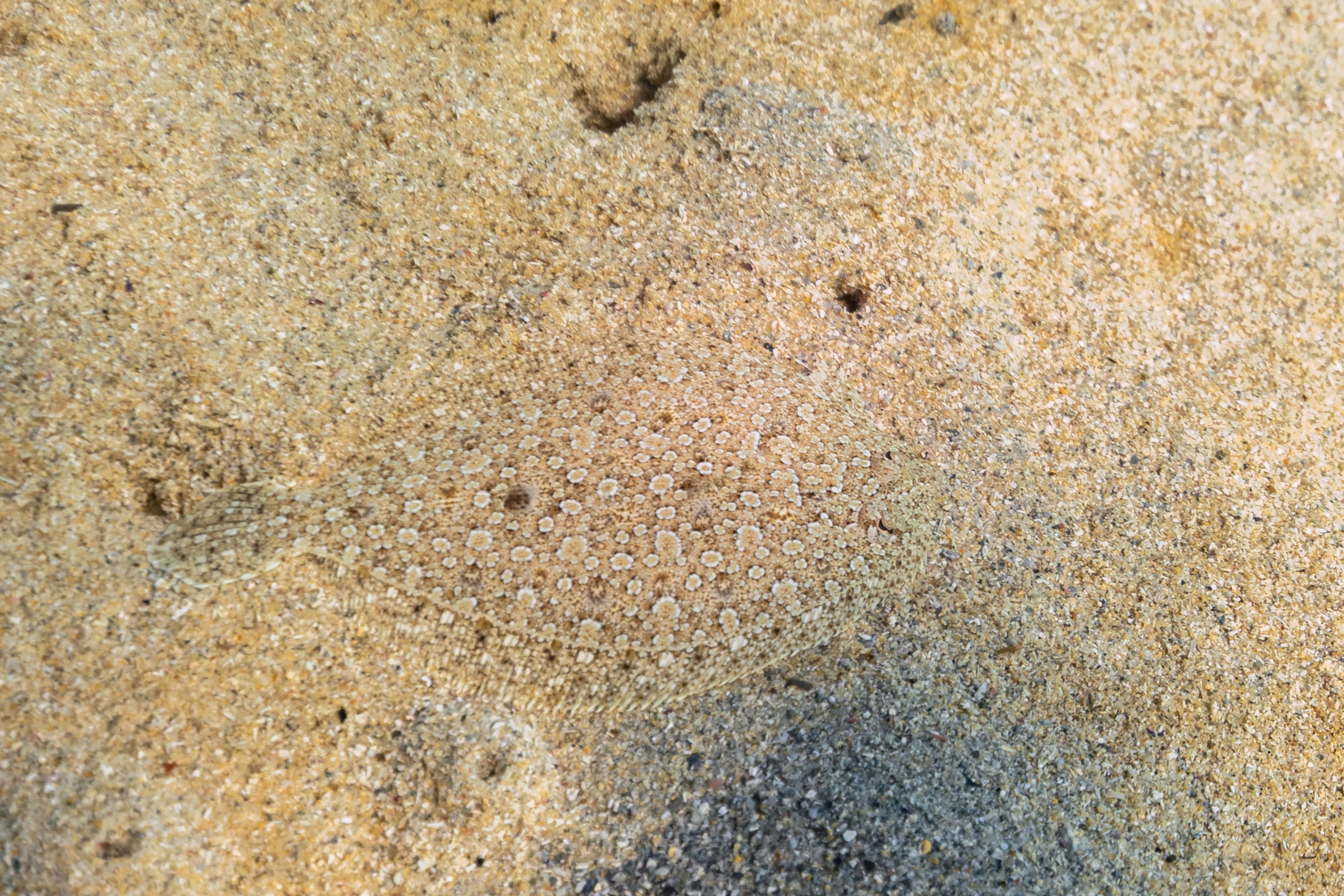
Ejemplar en Malta.

El lenguado común (Solea solea) es un pez plano que puede ser encontrado en los mares de aguas templadas, o en agua dulce. Pertenece a la familia de soleidos, orden pleuronectiformes.

## Características
Suele alcanzar los sesenta centímetros de longitud y unos tres kilos de peso. 
El formato de su cuerpo es ovoide y aplanado por ambos lados. 
Se recuesta en los lechos sobre su lado izquierdo. 
Durante su fase inicial de desarrollo, su ojo izquierdo comienza a migrar hacia su lado derecho. 
Todo su cuerpo está protegido por pequeñísimas escamas ctenoides, y es de color marrón verdoso, aunque pueden alterar su color para mimetizarse con el lecho donde se encuentra a fin de cazar mejor. 
El lado izquierdo, que se encuentra en contacto con el fondo, es de color blanco.
Su boca se dispone en forma oblicua, con labios protráctiles, y está provista de agudos dientes que concentran en uno solo de los bordes de ambos maxilares.

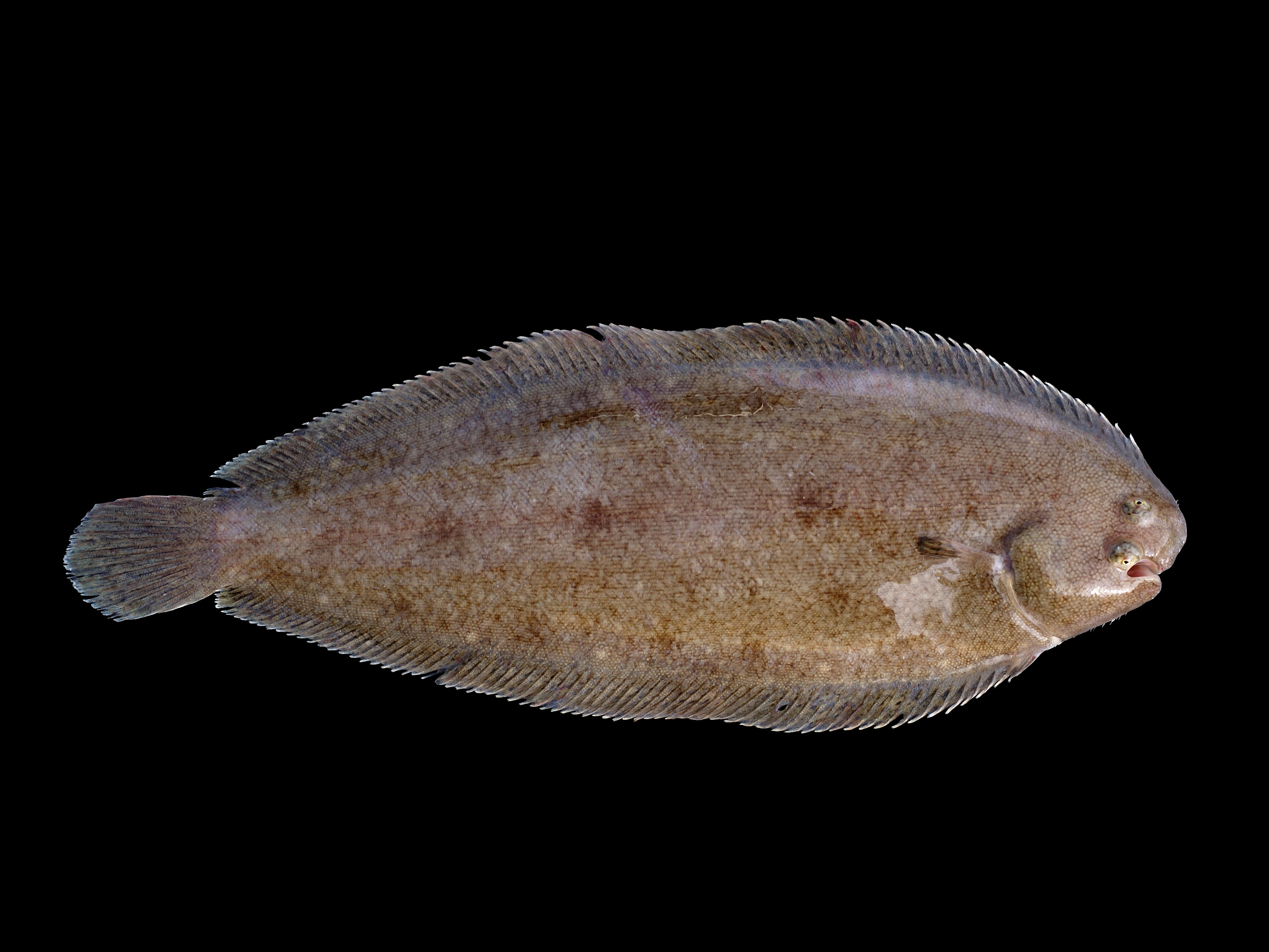
Un lenguado común.

Cazador por excelencia, se alimenta de pequeños peces, crustáceos e invertebrados del fondo. Se reproduce durante las primavera. La hembra deposita miles de huevas en el lecho y el macho los fecunda. La hembra puede poner entre dos y tres millones de huevas al año. 
Una vez fecundado, el huevo flota en la superficie, pero a medida que se van desarrollando los individuos, se hunde. Las crías nacen a los quince días, momento en que se rompe el huevo y las larvas vuelven a flotar libremente en la superficie del agua por otras cuatro a seis semanas. Es en este momento en que su ojo izquierdo comienza a desplazarse.

## Crianza
Se adapta muy bien a acuicultura, siendo muy explotado desde los 80.